# Barbara Krzemieńska
Barbara Krzemieńska (18. února 1930 Varšava – 5. ledna 2006, Praha) byla česká historička polského původu. Specializovala se na politické, hospodářské a sociální dějiny střední Evropy v raném středověku. Jejím manželem byl historik Dušan Třeštík.

## Dílo
- KRZEMIEŃSKA, Barbara. Břetislav I. : Čechy a střední Evropa v prvé polovině XI. století. Praha: Garamond, 1999. 390 s. ISBN 80-901760-7-0.
- KRZEMIEŃSKA, Barbara. Boj knížete Břetislava I. o upevnění českého státu (1039-1041). Praha: Academia, 1979. 75 s.